# Dschanri Kaschia
Dschanri Kaschia (auch J̌anri Kašia; georgisch ჯანრი კაშია, * 8. März 1939 in Batumi, Adscharische ASSR, Georgische SSR, Sowjetunion; † 11. März 2012 in Paris) war ein georgischer Journalist. Der frühere Dissident arbeitete für das georgische Fernsehen.

## Leben
Der Systemkritiker emigrierte 1982 nach Frankreich, arbeitete am Georgisch-Europäischen Institut in Paris und für den Sender Radio Liberty in München. 1992 erhielt er die französische Staatsbürgerschaft.
2003 kehrte er nach Georgien zurück. Für Imedi TV moderierte er drei verschiedene Formate, darunter eine Talk-Show und ein politisches Magazin. Nachdem dieses wegen angeblich geringer Publikumsresonanz abgesetzt worden war, wechselte er zur Tiflisser Hörfunkstation Tschweni Radio. Ab Januar 2006 produzierte er bei 202 TV die Talk-Show Opponent.
Er war mit der früheren georgischen Außenministerin und späteren Präsidentin Salome Surabischwili verheiratet. Wie seine Ehefrau verfügte er über die französische und seit 2004 zusätzlich über die georgische Staatsbürgerschaft. Nach deren einstweiliger Entlassung aus dem Staatsamt half er seiner Frau beim Aufbau der Organisation Salome Surabischwilis öffentliche Bewegung und der politischen Partei Georgiens Weg.

## Schriften
- Linguo-cultural situation dynamics in Georgia. In: Kartvelian Heritage. Band IV